# شپولا
شپولا (به روسی: Шпола) شهری در استان چرکاسی در کشور اوکراین است. جمعیت این شهر ۱۶,۵۷۳ نفر (۲۰۲۱ تخمینی) است.

## نگارخانه

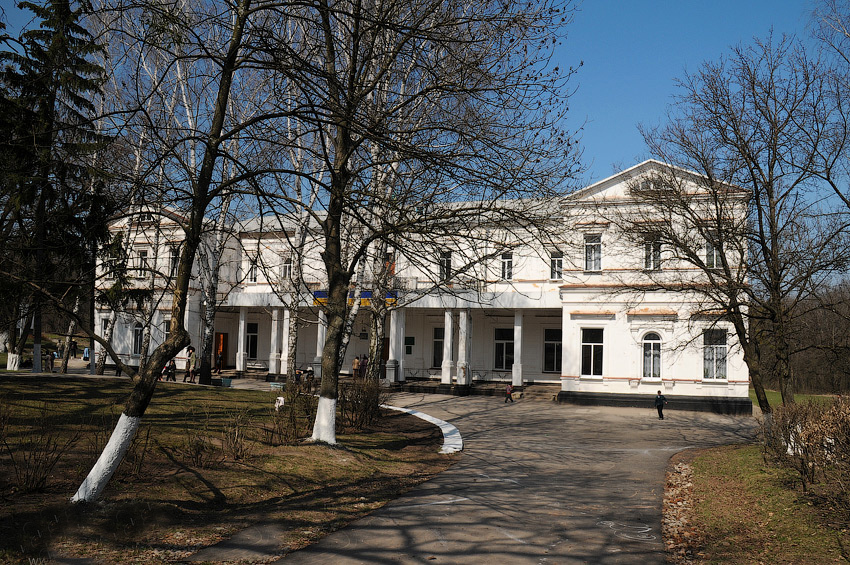
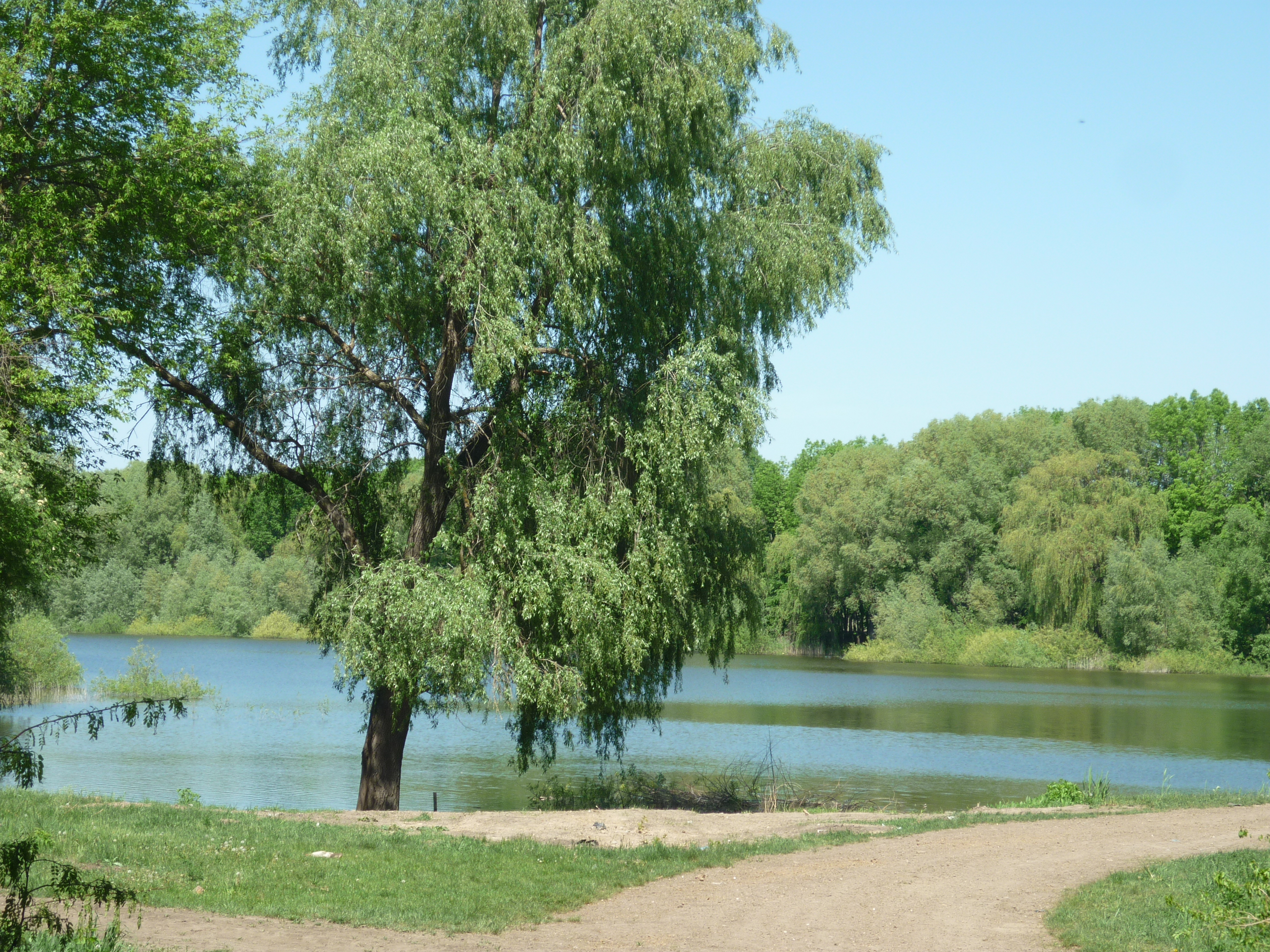
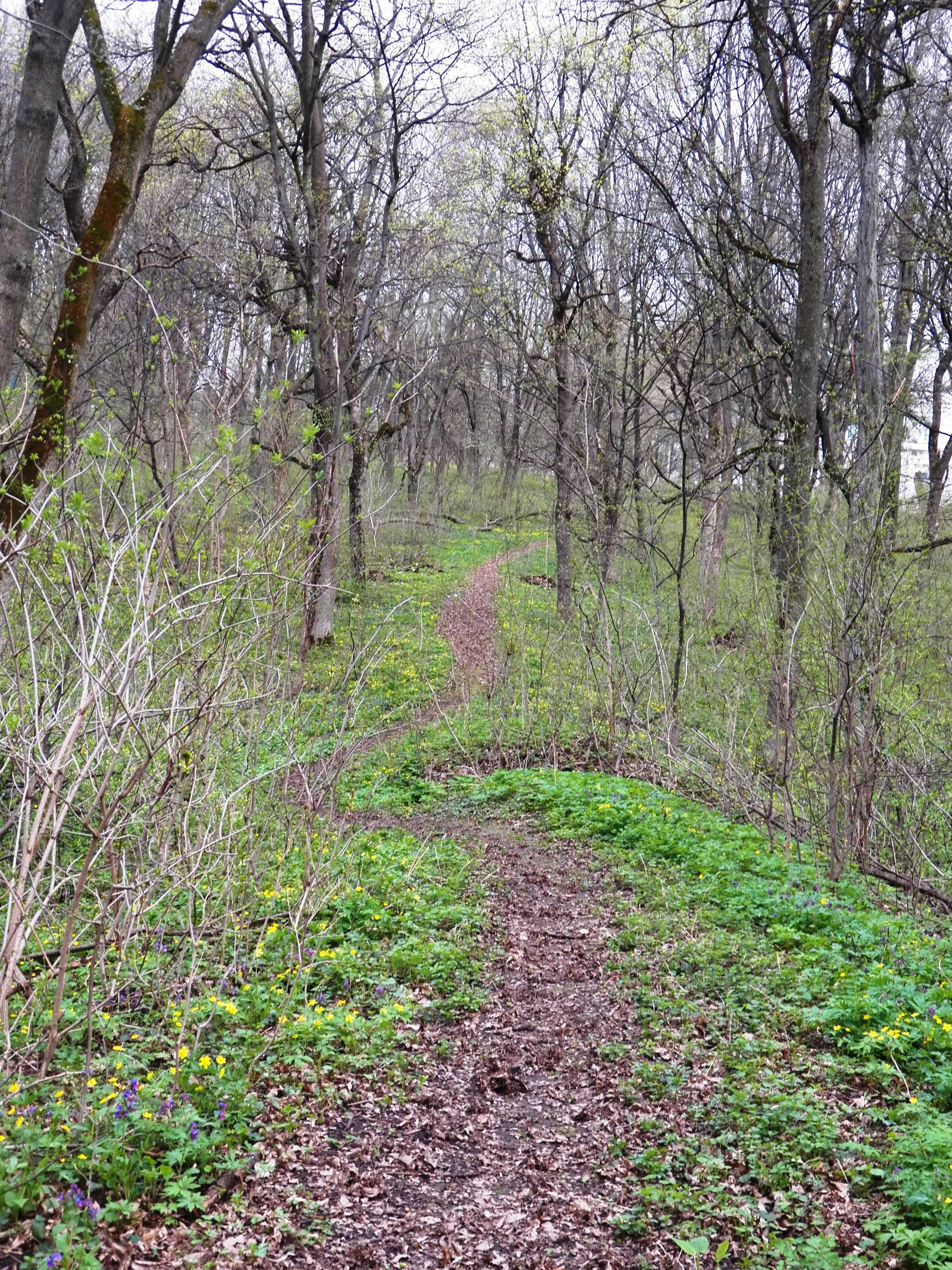
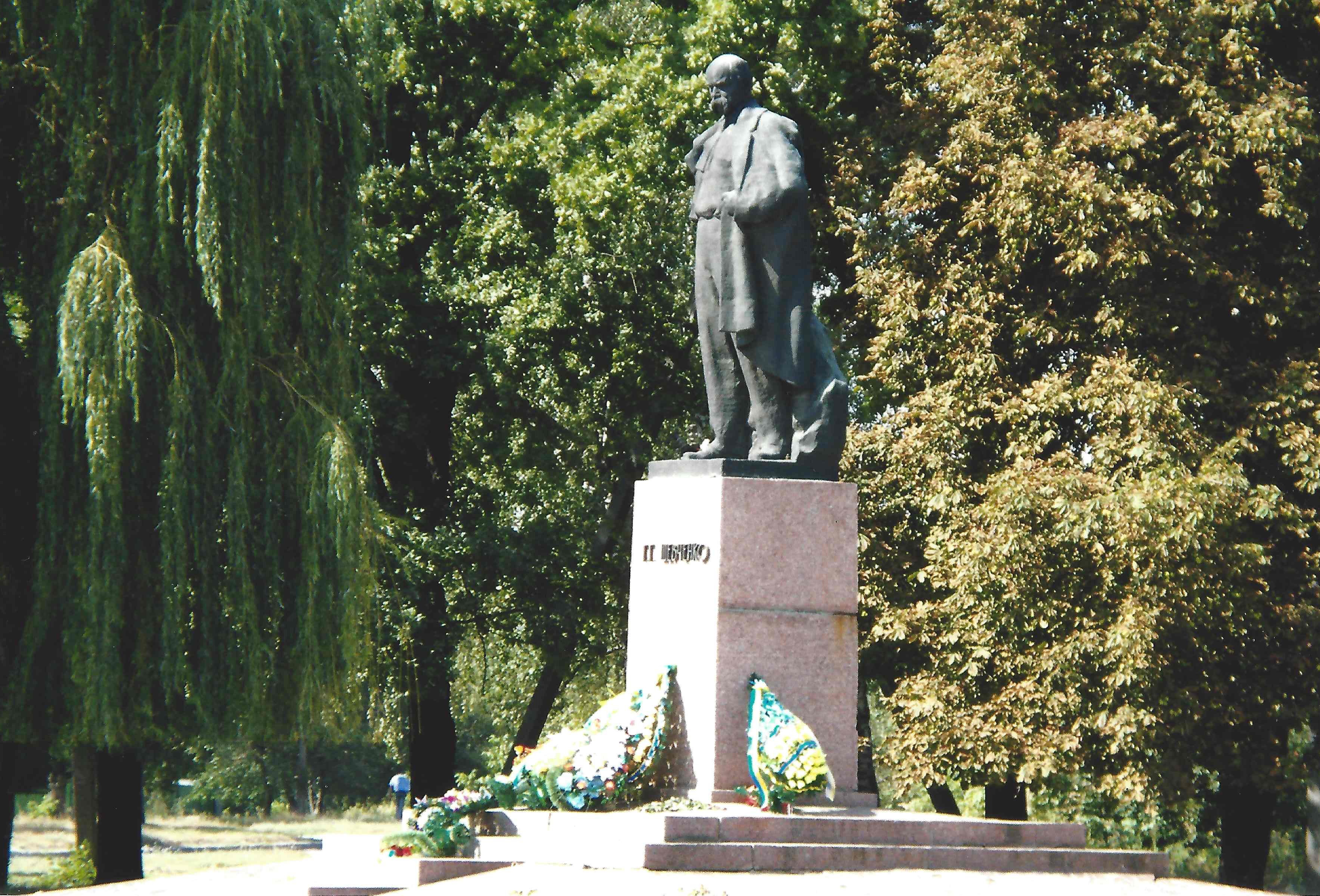
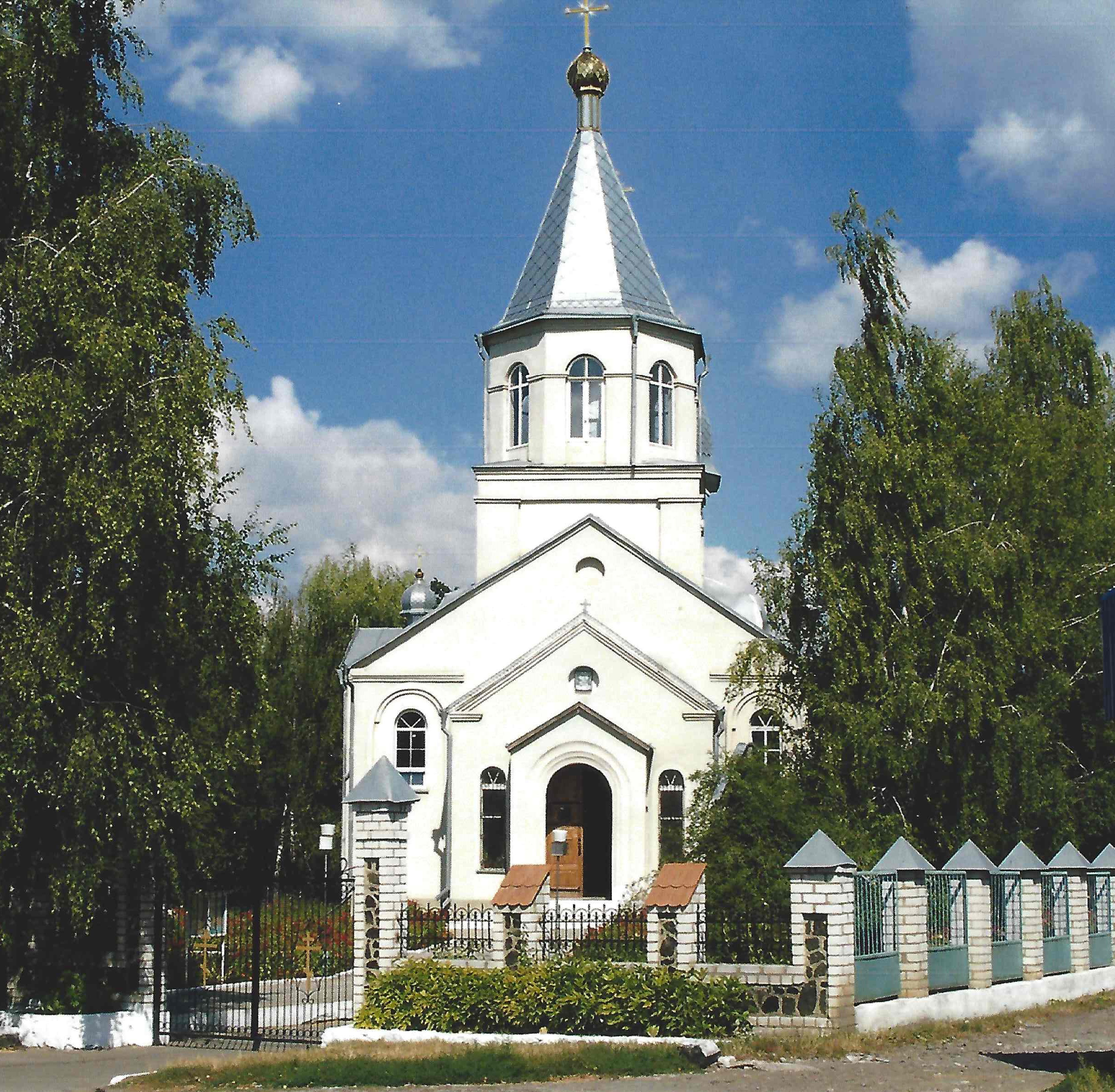
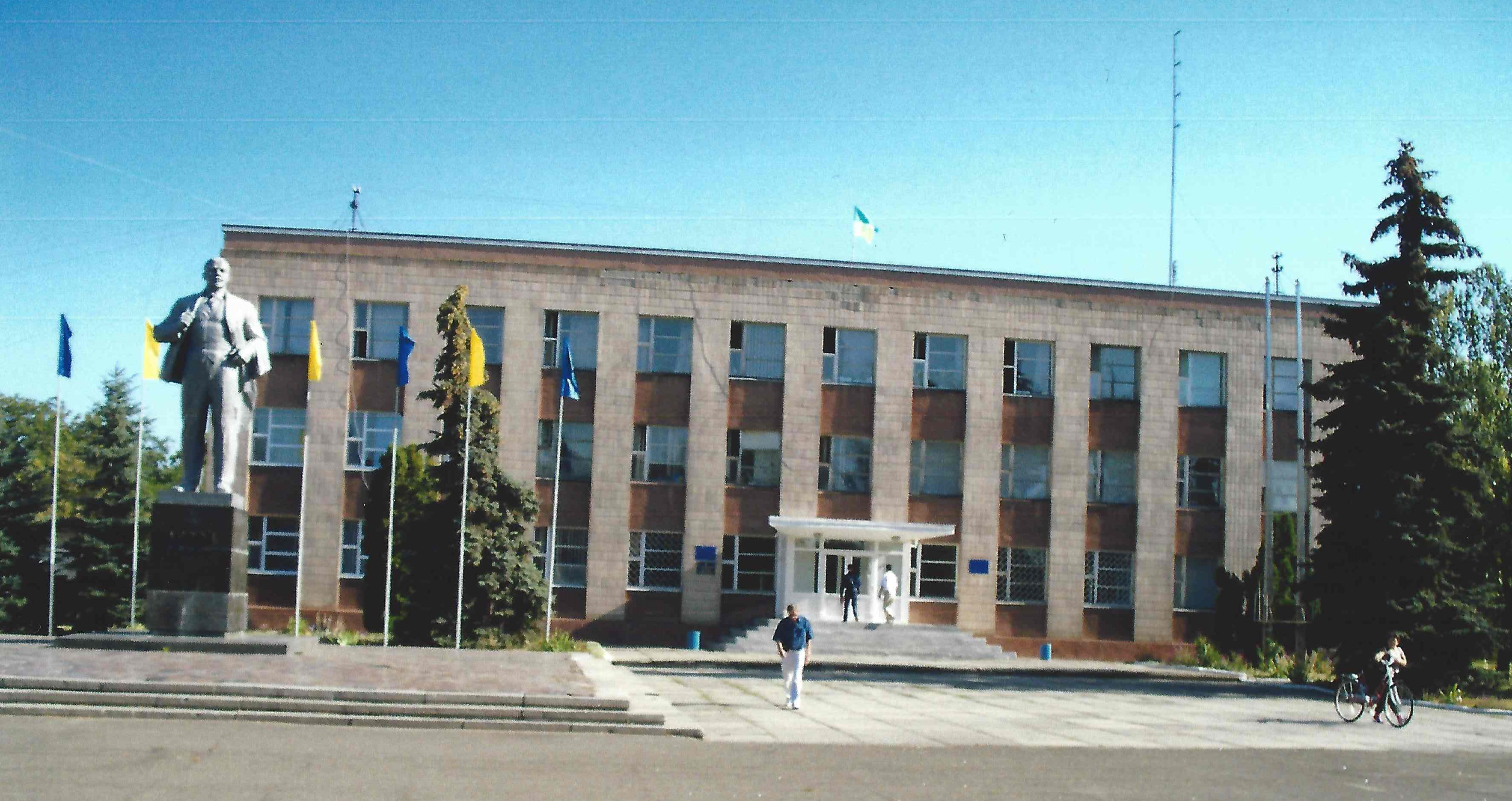